# Dekanat Szczuczyn
Dekanat Szczuczyn – jeden z 24 dekanatów w rzymskokatolickiej diecezji łomżyńskiej.

## Parafie
W skład dekanatu wchodzi 7 parafii:
- parafia św. Jana Chrzciciela w Grabowie
- parafia Najświętszej Maryi Panny Częstochowskiej w Ławsku
- parafia św. Stanisława Biskupa i Męczennika w Niedźwiadnej
- parafia św. Anny w Radziłowie
- parafia Narodzenia Najświętszej Maryi Panny w Słuczu
- parafia Imienia Najświętszej Maryi Panny w Szczuczynie
- parafia Przemienienia Pańskiego w Wąsoszu.

## Sąsiednie dekanaty
Biała Piska (diec. ełcka), Grajewo, Jedwabne, Kolno, Mońki (archidiec. białostocka)